# Американцы в ГУЛАГе
Американцы в ГУЛАГе — граждане Соединённых Штатов Америки, при различных обстоятельствах задержанные правительством Советского Союза, в том числе около 2000 из примерно 75 000 американцев, которые к 1945 году оказались в советской зоне оккупации Германии.

## На территориях, занятых СССР
Около 5000 американцев оказались на территориях под советским контролем в 1939 году после Польского похода Красной армии. Ещё около 2000 человек, претендовавших на американское гражданство, были задержаны в Польше в 1944 году. Многие из них заявили о двойном польском и американском гражданстве. Репрессии в отношении граждан США варьировались от отказа в доступе консульства до тюремного заключения или казни. Попытки обратиться в американское посольство пресекались; обратившиеся подвергались преследованиям со стороны властей, а самые настойчивые попадали в ГУЛАГ по сфабрикованным обвинениям. Аналогичная ситуация была и в Прибалтике. Протесты Соединённых Штатов игнорировались Советским Союзом. В результате американское посольство рекомендовало не настаивать на американском гражданстве в тех случаях, когда человеку грозит арест.

## Холодная война
Ряд американцев, в основном военные лётчики, попали в плен во время Корейской войны и оказались в Советском Союзе. В письме 1992 года Борис Ельцин заявил, что в начале 1950-х годов было сбито девять американских самолётов и 12 американцев содержались в плену. В результате в марте 1992 года для рассмотрения этих дел была создана совместная российско-американская комиссия. Дмитрий Волкогонов, сопредседатель этой группы России, сообщил комитету Сената США, что во время разведывательных полётов времен холодной войны в плен попало 730 американских лётчиков.

## Известные заключённые
- Вальтер Чишек (1904—1984) — польско-американский священник-иезуит, проводивший подпольную миссионерскую работу в Советском Союзе в период с 1939 по 1963 год.
- Гомер Гарольд Кокс, арестованный в Восточном Берлине в 1949 году и освобождённый в 1953 году[8]
- Александр Долгун (Довгун-Должин; 1926—1986) — сын американских коммунистов, живших в СССР.
- Ловетт Форт-Уайтмен (1889—1939) — афроамериканский политик и функционер Коминтерна.
- Уильям Марчук, арестованный в 1949 году и освобождённый в 1955 году.
- Джон Х. Нобл (1923—2007) — сын американского бизнесмена, работавшего в Германии.
- Исайя Оггинс (1898—1947) — американский коммунист, агент советской разведки.
- Томас Сговио (1916—1997) — американский художник, бывший коммунист.
- Маргарет Вернер Тобьен[англ.] (1921—1997) — дочь американских коммунистов, живших в СССР.